# Loepa mindanaensis
Loepa mindanaensis är en fjärilsart som beskrevs av Arthur Schüssler 1933. Loepa mindanaensis ingår i släktet Loepa och familjen påfågelsspinnare. Inga underarter finns listade i Catalogue of Life.